# Special Forces Support Group
Special Forces Support Group (SFSG) utvecklades 2004 och är Storbritanniens motsvarighet till det amerikanska US 75th Ranger Regiment. Förbandet påminner om de svenska jägarförbanden, men en skillnad är att SFSG är klassat som ett specialoperationsförband och skall främst stödja de brittiska specialförbanden, Special Air Service och Special Boat Service. Rekrytering av personalen till SFSG kommer huvudsakligen från tre andra elitförband, Parachute Regiment Royal Marine Commandos och 2 Squadron RAF Regiment. SFSG består i dagsläget av 600 soldater som skall stödja specialförband i deras operationer, men förbandet har också förmågan att självständigt utföra småskalig krigföring bakom fiendens linjer (Direct Action) samt att genomföra mindre anfallsuppgifter (upp till kompani) för att ta och säkra terräng.